# 加賀市沖不審船事件
加賀市沖不審船事件（かがしおきふしんせんじけん）は、1971年（昭和46年）7月31日夜に石川県の加賀市で起きた北朝鮮の不審船及び工作員侵入事件である。篠原新町事件（しのはらしんまちじけん）とも称する。

## 概要
1971年7月31日夜、加賀市篠原新町の浜辺から沖を眺めていた地元住民が、定置網付近を通る不審船らしき船を見つけ、警察に通報。間もなく現場に警察が到着し、地元住民と動向を見守った。
不審船はゴムボートを降ろし、そこには3人が乗っていた。ボートはまっすぐには着岸せず、いったん進行方向右側に出て大きく膨らむようにして波打ち際に降りた。そこから、間もなく工作員らしき2名の人影がボートから降り、辺りを詮索するようにしながら警察や地元住民の近くに接近した。ここで警察が初めて声をあげ、侵入を気づかれた工作員は慌てて船に戻って逃亡していくが、警官との格闘の結果、地元住民との協力で1人は逮捕した。残る1人は船に戻り、侵入時以上の速さで沖へ向かった。これは、さらに沖合にとどまっていた母船からロープが装着されていたためであった。
逮捕された北朝鮮の工作員は「キム・ナムソン」（29歳）を名乗り、漁船で清津港を出港し、「航行に迷った末の不時着」と供述したが、所持品の中から毒薬入りの瓶、短刀、乱数表などが見つかり押収されている。
一方、船を引き戻した母船は陸地に向かってサーチライトを照らした。その明るさに銃撃される危険性を感じた人々は一斉にテトラポットや民家の陰に隠れた。しかし母船は間もなくサーチライトを消すと暴走族の発するような轟音を出して沖に消えて行った。

## その後
北朝鮮による日本人拉致問題を早くから取材してきたフリージャーナリストの石高健次は、自著の中で「工作員が侵入するポイントとして能登半島が格好の的になっている」とした上で、侵入した工作員を逮捕した事例としてこの事件を取り上げている。彼は横田めぐみの拉致事案を調査した過程で本事件を知り、この事件と横田めぐみ失踪事件との関係も調査した。石高の取材により、横田めぐみが1977年に連れ去られたと思われる時刻より少し後に、加賀市不審船が発したような「爆発音に似たエンジン音」を横田早紀江だけでなく失踪場所付近の住民も聞いていた事実が判明した。
石高は単純に轟音というだけで拉致との直接的な関係は断言できないとしながらも、日本近海でこのような轟音を聞いた人は他にもいるのではないかとしている。
なお、逮捕された工作員は出入国管理令（出入国管理及び難民認定法）違反で起訴猶予処分となった。同年、彼は北朝鮮に自費出国している。